# Russischer Marsch (Strauss)
Der Russische Marsch ist ein Marsch von Johann Strauss Sohn (op. 426). Das Werk wurde am 29. April 1886 in der Reithalle des Garde-Regiments in St. Petersburg in Russland erstmals aufgeführt.